# John Allan
Polkovnik John Allan (3. januar 1746 – 7. februar 1805) je bil na Škotskem rojeni ameriški častnik in politik, ki je služil v milici Massachusettsa v ameriški osamosvojitveni vojni. Med osamosvojitveno vojno je služil pod Georgeom Washingtonom kot nadzornik vzhodnih Indijancev in polkovnik pehote, rekrutiral pa je indijanska plemena vzhodnega Maina, da bi med vojno stala ob strani Američanov in sodeloval v pogajanjih o meji med Maineom in New Brunswickom.
Sodeloval je v več bitkah, med drugim tudi v odpravi na reko St. John in drugi bitki pri Machiasu.
Neuspešno je poskusil odvrniti sorojaka in Nove Škotske Jonathana Eddyja od neuspešnega napada na Fort Cumberland, kar je prispevalo k temu, da Nova Škotska ni prestopila na stran kolonij v ameriški revoluciji.